# シングズ・ジミ・ヘンドリックス・ライヴ
『シングズ・ジミ・ヘンドリックス・ライヴ』（原題：The Hendrix Set）は、ポール・ロジャースが1993年に発表したライブEP。1993年7月4日に録音された、ジミ・ヘンドリックスのカヴァー5曲を収録している。

## 解説
1993年4月24日、ロジャースはニール・ショーン、トッド・ジェンセン、ディーン・カストロノヴォ（3人とも当時はハードラインのメンバーとして活動していた）を従えてアメリカ・ツアーを開始し、6月4日以降はスティーヴ・ミラーのアメリカ・ツアーでオープニングアクトを務めた。このツアーにおいて、ジミ・ヘンドリックスのカヴァーが観客に喜ばれたことから、アメリカの独立記念日に当たる7月4日のマイアミ公演は、ヘンドリックスのカヴァーを重視したセットリストとなった。「ストーン・フリー」には、ヘンドリックスの「サード・ストーンズ・フロム・ザ・サン」とクリームの曲「アイ・フィール・フリー」の抜粋が含まれ、「リトル・ウィング」にはヘンドリックス「エンジェル」の抜粋が含まれている。
ブレット・アダムスはオールミュージックにおいて5点満点中2.5点を付け「"Stone Free"が飛び抜けて優れている。ロジャースの声は素晴らしく、ショーン、ジェンセン、カストロノヴォの演奏も堅実だ」と評している。

## 収録曲
全曲ともジミ・ヘンドリックス作。
1. 紫のけむり - "Purple Haze" - 5:02
2. ストーン・フリー - "Stone Free" - 6:16
3. リトル・ウィング - "Little Wing" - 5:01
4. マニック・ディプレッション "Manic Depression" - 3:38
5. フォクシー・レディ "Foxy Lady" - 4:28

## 参加ミュージシャン
- ポール・ロジャース - ボーカル
- ニール・ショーン - ギター
- トッド・ジェンセン - ベース
- ディーン・カストロノヴォ - ドラムス